# Chrysopa nervulosa
Chrysopa nervulosa är en insektsart som beskrevs av Navás 1924. Chrysopa nervulosa ingår i släktet Chrysopa och familjen guldögonsländor. Inga underarter finns listade i Catalogue of Life.